# Theme Park
Theme Park är titeln på ett spel från 1994 utvecklat av Bullfrog Productions och utgivet av Electronic Arts. Spelet finns utgivet i flera versioner till olika plattformar och ett antal fristående uppföljare.

## Gameplay
Som spelets namn antyder, handlar det om att bygga en nöjespark och hålla besökarna glada och nöjda. Det finns vissa mål som ska uppnås, till exempel att ha ett visst antal besökare i parken. När dessa mål uppnås erhåller spelaren guldbiljetter. När samtliga guldbiljetter intjänats på en bana, får man lov att fortsätta på nästa nivå.